# Huhwihaji anha
Huhwihaji anha (hangul: 후회하지 않아) é um filme sul-coreano de 2006 e a estreia na direção de Lee-Song Hee-il, baseado em seu curta anterior Good Romance. Huhwihaji anha também é considerado "o primeiro filme gay coreano 'real'", (embora filmes sul-coreanos anteriores, como Rodeu-mubi, lançado em 2002, tenham tratado de relacionamentos gays), e também é o primeiro longa-metragem sul-coreano dirigido por um cineasta coreano assumidamente gay.

## Enredo
Su-min é um órfão que, aos 18 anos, é obrigado a deixar o orfanato. Incapaz de pagar a universidade, ele segue para Seul, onde trabalha em vários empregos para pagar aulas de informática. Um desses trabalhos é levar bêbados dos bares para casa. Depois de perder o emprego na fábrica, Su-min acaba conseguindo um emprego em um bar. Inicialmente, o chefe deste bar de anfitriões reluta em aceitá-lo, pois sabe por experiência própria que anfitriões assumidamente gays muitas vezes vão embora quando se envolvem romanticamente com um de seus clientes. Tendo desistido do amor, Su-min acredita que isso não vai acontecer com ele, até que um dia um homem de seu passado entra no bar dos anfitriões. Esse homem, Jae-min, é um ex-cliente motorista que se apaixonou por Su-min. Su-min recusa seus avanços e o aceita como cliente apenas uma vez, e ameaça matá-lo se ele o contratar novamente. Jae-min não se intimida e, depois de várias semanas, Su-min cede. Eles estão muito felizes em seu relacionamento até que a mãe de Jae-min os descobre juntos. Ela ordena que Jae-min se case com a mulher com quem ele está namorando sem entusiasmo. Su-min está com raiva. Com outro homem do bar anfitrião, eles sequestram Jae-min uma noite e o levam para uma cova rasa na floresta. Su-min observa passivamente enquanto seu colega joga sujeira em Jae-min, mas eventualmente se move para impedir o plano. Seu colega, já deprimido por causa de uma namorada traidora, bate em Su-min com a pá e deixa os dois lá na cova. Jae-min mais tarde acorda e leva Su-min para o carro e eles batem em uma árvore enquanto voltavam. Ao amanhecer, os dois começam a recuperar a consciência ao mesmo tempo que os policiais aparecem no local, mas lá dentro, sem prestar atenção aos policiais, Su-min e Jae-min se reconciliam silenciosamente.

## Elenco
- Lee Yeong-hoon como Lee Su-min
- Kim Nam-gil como Song Jae-min
- Kim Jung-hwa como Hyun-woo
- Jo Hyeon-cheol como Jung-tae
- Kim Dong-wook como Ga-ram
- Jeong Seung-gil como  Madame
- Lee Seung-won como Hwan-sun
- Park Mi-hyun como gerente de restaurante
- Park Nam-hee como secretário
- Min Bok-gi como cliente
- Kim Hwa-young como mãe de Jae-min
- Lee Seung-cheol como pai de Jae-min

## Lançamento
Huhwihaji anha foi lançado na Coreia do Sul em 16 de novembro de 2006 e, ao longo de sua exibição nos cinemas, recebeu um total de 43.265 entradas, tornando-se o filme independente de maior bilheteria nas bilheterias coreanas. Foi especialmente popular entre as jovens telespectadoras, algumas das quais afirmaram tê-lo visto mais de quarenta vezes.
O filme foi posteriormente exibido na seção Panorama do 57º Festival Internacional de Cinema de Berlim (8 a 18 de fevereiro de 2007), e também competiu no 9º Festival de Cinema Asiático de Barcelona (27 de abril a 6 de maio de 2007).

## Resposta crítica
Adam Hartzell, do Koreanfilm.org, achou que Huhwihaji anha tinha uma "história envolvente" e elogiou a profundidade dada aos personagens, dizendo: "Um dos melhores aspectos deste filme é como não recebemos as caricaturas obrigatórias de 'tipos' gays nas comédias do horário nobre nos Estados Unidos... Recusando-se a seguir o caminho da libertação Queer defendido pelas sitcoms, [Huhwihaji anha] está livre para fornecer alguns momentos hilariantes, revigorantes e estrondosos."
Ele detém uma classificação de 63% no Rotten Tomatoes.

## Prêmios e indicações
Prêmio da Associação Coreana de Críticos de Cinema de 2006
- Melhor Novo Ator - Lee Yeong-hoon

Prêmio Corte do Diretor de 2006
- Melhor Diretor Independente - Lee-Song Hee-il

Baeksang Arts Awards de 2007
- Nomeação - Melhor Novo Ator - Lee Yeong-hoon